# Opéra national Estonia
L'Opéra national Estonia (en estonien : Rahvusooper Estonia) est la compagnie nationale d'opéra d'Estonie. 

## Présentation
La compagnie est basée au Théâtre Estonia de Tallinn. 
Le théâtre a eu plusieurs noms tout au long de son existence. Le dernier en date étant l'Opéra national d'Estonie, adopté en 1998. 
La société produit une saison animée et variée qui comprend des opéras, des ballets, des opérettes et des comédies musicales avec plus de 500 personnes travaillant actuellement à l'Opéra national d'Estonie.
La saison s’étend de septembre à juin. 
Pendant ce temps, une moyenne de 250 représentations sont jouées avec 26 scènes. 
Le répertoire de l'Opéra national estonien comprend des opéras classiques, des opérettes et des ballets et des œuvres musicales de compositeurs estoniens.
L'Opéra national compte 25 solistes, la troupe de ballet comprend 57 danseurs, le chœur d'opéra compte 56 chanteurs et l'orchestre symphonique compte 93 membres.
La grande salle de l'Opéra national peut accueillir 690 spectateurs, et un jardin d'hiver a été construit pour jouer des scènes plus petites .

## Histoire
En 1907, on y joue la première opérette Mam'zelle Nitouche de Hervé. 
En 1907, on y joue le premier opéra Une étape de nuit à Grenade de Conradin Kreutzer.
En 1922, le premier ballet, Coppélia de Léo Delibes.
En 1928, la première représentation du premier opéra estonien Vikerlased" d'Evald Aav. 
En 1944, le premier ballet estonien Kratt d'Eduard Tubin.

## Chefs d'orchestre
- Otto Hermann (1906–1908)
- Adalbert Wirkhaus (1908–1912)
- Raimund Kull (1912–1925)
- Juhan Aavik (1925–1933)
- Verner Nerep (1933–1944)
- Priit Nigula (1944–1951)
- Kirill Raudsepp (1951–1963)
- Neeme Järvi (1963–1975)
- Eri Klas (1975–1994)
- Paul Mägi (1995–2002)
- Jüri Alperten (2002–2004)
- Arvo Volmer (2004–2012)
- Vello Pähn (2012-2019)
- Arvo Volmer (2019)